# Langer-Heinrich-Uranmine
Die Langer-Heinrich-Uranmine (englisch Langer Heinrich Uranium Mine) befindet sich in Namibia am Bergmassiv Langer Heinrich in der Wüste Namib, 80 km  östlich des Hafens Walvis Bay in der gleichnamigen Stadt Walvis Bay. Etwa 40 km nordwestlich befindet sich der weltgrößte Urantagebau in der Rössing-Mine.
Die Uran-Lagerstätte wurde 1973 entdeckt und wird seit März 2007 vom Unternehmen Langer Heinrich Uranium (Pty) Ltd, einer Tochter des australischen Unternehmen Paladin Energy im Tagebau kommerziell betrieben. Für das über 15 Kilometer lange Abbaugebiet erteilte das Bergbauministerium von Namibia im Jahr 2005 die Abbauerlaubnis für 25 Jahre.
Zur Finanzierung einer Rückzahlung von Anleihen im Wert von 250 Millionen US-Dollar und zur Ausweitung der Bergwerksaktivitäten in der Langer-Heinrich-Uranmine legte Energy Resources 2010 fünf Jahre laufende festverzinsliche Wertpapiere in einem Volumen von 300 Millionen US-Dollar auf.
Ein „Gedenkstein“ erinnert an den Besuch des namibischen Staatspräsidenten Hifikepunye Pohamba am 15. März 2007.
Im April 2018 wurde die vorübergehende Einstellung des Abbaus aufgrund schlechter Weltmarktpreise angekündigt. Seit Mitte 2022 wurde die Wiederinbetriebnahme zum ersten Quartal 2024 vorbereitet. Die Kosten hierfür beliefen sich auf 1,9 Milliarden Namibia-Dollar. Ende Januar 2024 wurde der Betrieb wieder aufgenommen.